# Вербурен, Дирк
Дирк Вербурен (нидерл. Dirk Verbeuren, род. 8 января 1975 года) — бельгийский барабанщик, наиболее известный как бывший участник шведской мелодик-дэт-метал группы Soilwork и текущий ударник американской трэш-метал группы Megadeth. Помимо этого принял участие в большом количестве альбомов других исполнителей в качестве сессионного барабанщика.

## Биография
Дирк Вербурен родился в Антверпене 8 января 1975 года. В начальной школе начал обучаться игре на скрипке. в 1988 году его семья переехала в Париж, где он начал изучать фортепиано и электрогитару. В 1991 году начал играть ударной установке и сконцентрировался занятием на ней. В 1993 году Вербурен переехал в Нанси и поступил в Международную музыкальную академию, после окончания которой стал в ней преподавателем по ударным. Основал свою первую группу Scarve в 1993 году, с которой выпустил четыре альбома.
В 2005 году Вербурен присоединился к шведской мелодик-дэт-метал группе Soilwork, записав с ней пять полноформатных альбомов и отыграв концерты по всему миру. Начиная с нулевых годов начал участвовать в роли сессионного музыканта у множества исполнителей, среди которых были Девин Таунсенд, Гленн Данциг, Фредрик Тордендаль, Satyricon, Джефф Лумис и Уоррел Дэйн.
В 2011 году основал группу Bent Sea, в которой выступал как в роли ударника, так и в роли гитариста. Позже к коллективу присоединились Девин Таунсенд, Свен Свенчо де Калюве из Aborted и Шэйн Эмбери из Napalm Death. В 2016 году был приглашён в качестве концертного барабанщика американской трэш-метал группы Megadeth для временной замены Криса Адлера, однако спустя несколько месяцев стал постоянным участником коллектива.

## Влияния
Вербурен упоминает Дэйва Ломбардо и Мика Харриса как первых, кто повлиял на его игру на барабанах. Также на него повлияли Гэвин Харрисон, Шон Рейнерт, Джин Хоглан, Томас Хааке, Стив Флинн, Пит Сэндовал, Морган Агрен, Тони Лауреано и Чед Смит. Вербурен также является поклонником хип-хопа и упоминал The Beastie Boys, Run-D.M.C. и Public Enemy как свои любимые хип-хоп группы в подростковом возрасте.

## Оборудование
Вербурен является эндорсером барабанов и барабанных палочек Tama, тарелок Meinl, барабанных пластиков Evans, программного обеспечения Toontrack, а также обуви для барабанщиков от dB. Он записал четыре пакета MIDI-ударных для Toontrack: Library of the Extreme: Blasts and Fills, Death & Thrash, Fill Insanity и Metal Beats, а также принимал участие в создании MIDI треков для The Metal Foundry SDX и Metal! EZX.

### Ударная установка
Вербурен использует следующее оборудование для своей установки:
Установка
- Tama Starclassic Performer Birch/Bubinga

Тарелки
- Meinl Mb20
- Meinl Byzance
- Meinl Generation X

Педали/кардан
- Tama Star Hardware
- Tama Speed Cobra 910 pedals

Барабанные пластики
- Evans Level 360 EC2
- Evans Hybrid
- Evans G1
- Evans G2

## Личная жизнь
Женат на Ханне Вербурен, которая занимается фотожурналистикой и участвовала в создании фотографий для оформления ряда альбомов Bent Sea и Soilwork. Дирк является веганом.

## Дискография
| Scarve - Six Tears of Sorrow (1996, мини-альбом) - Translucence (1999) - Luminiferous (2002) - Irradiant (2004) - The Undercurrent (2007) Headline - Other Voices (1999, мини-альбом) - Voices of Presence (1999) - Duality (2002) Aborted - The Haematobic EP (2004, мини-альбом) - Coronary Reconstruction (2010, мини-альбом) Soilwork - Stabbing the Drama (2005) - Sworn to a Great Divide (2007) - The Panic Broadcast (2010) - The Living Infinite (2013) - A Predator's Portrait (2013, только 12 и 13 треки) - Beyond the Infinite (2014, мини-альбом) - Live in the Heart of Helsinki (2015, концертный альбом) - The Ride Majestic (2015) The Project Hate MCMXCIX - There Is No Earth I Will Leave Unscorched (2014) - Of Chaos and Carnal Pleasures (2017) - Death Ritual Covenant (2018) - Purgatory (2020) - Spewing Venom into the Eyes of Deities (2021) Megadeth - The Sick, the Dying… and the Dead! (2022) | Гостевое/сессионное участие - Aborted — Goremageddon: The Saw and the Carnage Done (2003) - Lyzanxia — Mindcrimes (2003) - Mortuary — Agony in Red (2003) - Yyrkoon — Occult Medicine (2004) - Infinited Hate — Heaven Termination (2005) - No Return — No Return (2006) - Sublime Cadaveric Decomposition — Inventory of Fixtures (2007) - Sybreed — Antares (2007) - Anatomy of I — Substratum (2011) - Devin Townsend Project — Deconstruction (2011) - Sublime Cadaveric Decomposition — Sheep'n'Guns (2011) - Colosso — Peaceful Abrasiveness (2012) - Colosso — Abrasive Peace (2012) - Devin Townsend Project — By a Thread: Live in London 2011 (2012) - Джефф Лумис — Plains of Oblivion (2012) - Naglfar — An Extension of His Arm and Will (2012, мини-альбом) - Naglfar — Téras (2012) - The Project Hate MCMXCIX — The Cadaverous Retaliation Agenda (2012) - Malevolence — Antithetical (2013) - Jupiter Society — From Endangered to Extinct (2013) - Freya — Grim (2016) - Vivaldi Metal Project — The Four Seasons (2016) - Akroma — Apocalypse (Requiem) (2017) - Danzig — Black Laden Crown (2017) - Heretic — Barbarism (2018) - Create a Kill — Summoned to Rise (2018) - Ellefson — No Cover (2020) - Colosso — Hateworlds (2021) |